# ヤブロのパラドックス
ヤブロのパラドックス（英: Yablo's paradox）は、1985 年にスティーヴン・ヤブロによって発表された論理的パラドックスである。嘘つきのパラドックスに似ているが、単一の文を使用する嘘つきのパラドックスとは異なり、このパラドックスは文の無限のリストを使用し、それぞれがリストのさらに下にある文を参照する。文のリストを分析すると、そのメンバーに真理値を割り当てる一貫した方法がないことがわかる。リストにあるものはすべて後の文のみを参照しているため、ヤブロは彼のパラドックスは「決して循環的ではない」と主張している。しかし、グレアム・プリーストはこれに異議を唱えている。自己相似性を有する点で、「自己相似的パラドックス」といってもよい。

## 言明
次の無限の文のセットを考える:
- S_1 : 各i > 1 について、S_iは真でない。
- S_2 : 各i > 2 について、S_iは真でない。
- S_3 : 各i > 3 について、S_iは真でない。

...

## 分析
S_nが真となるようなnがあるとする。
その場合、 S_n+1は真ではないため、 S_kが真となるような k > n+1 が存在する。
しかし、 S_nが真で k > n であるため、S_kは真ではない。
S_nが真であると仮定すると、S_kが真であると同時に真でない、という矛盾が生じる。
したがって、私たちの仮定はばかげており、各iに対して、文S_iは真ではない。
しかし、それぞれのS_iが真でない場合、それぞれが後の文に偽りを与えることを考えると、それらはすべて真である。
したがって、ヤブロのリストの各文は真であり、真ではないというパラドックスを得る。